# 11785 Migaic
11785 Migaic (1973 AW3) là một tiểu hành tinh vành đai chính được phát hiện ngày 2 tháng 1 năm 1973 bởi N. S. Chernykh ở Đài vật lý thiên văn Crimean.